# Pour sauver ma fille
Pour sauver ma fille (Augusta, Gone) est un téléfilm américain réalisé par Tim Matheson, diffusé le 13 mars 2006 sur Lifetime.

## Synopsis
Femme d'affaires brillante, Martha est aussi une mère heureuse de la relation privilégiée qu'elle entretient avec ses deux enfants, Jack et Augusta. Divorcée, elle a tout consacré à son travail. Mais sa fille Augusta entre doucement dans l'adolescence et se met à changer de personnalité. Martha semble perdue. Elle boit, se drogue et refuse toute autorité. Martha se tourne vers son ex- mari Ben. Mais tous deux sont totalement dépassés. Ils demandent alors de l'aide à un spécialiste..

## Fiche technique
- Titre original : Augusta, Gone
- Réalisation : Tim Matheson
- Scénario : Haden Yelin, d'après le roman de Martha Tod Dudman
- Photographie : Tony Westman
- Musique : Don Davis
- Société de production : Bauman Entertainment
- Pays : États-Unis
- Durée : 90 minutes

## Distribution
- Sharon Lawrence : Martha Tod Dudman[1]
- Tim Matheson : Ben Dudman[1]
- Mika Boorem (VF : Noémie Orphelin) : Augusta Dudman[1]
- Tamara Hope : Rain
- Katie Stuart : Bridget
- Sage Testini : Jack Dudman
- Currie Graham : John
- Gabrielle Rose :  Rose
- Andrea Whitburn : Daisy
- Giacomo Baessato : Bennett
- Jaren Brandt Bartlett : Vincent
- Patricia Dahlquist : Lillian